# Кошарська волость (Тираспольський повіт)
Кошарська волость (з 1896 року Малаєштська Друга волость) — історична адміністративно-територіальна одиниця Тираспольського повіту Херсонської губернії. Відносилась до волості 3 стану. Станом на 1886 рік складалася з 15 поселень, 14 сільських громад. Населення — 5347 осіб (2894 чоловічої статі та 2753 — жіночої), 537 дворових господарств. Площа — 493,86 км2.
|                     | Площа, десятин | У тому числі орної, дес. |
| ------------------- | -------------- | ------------------------ |
| Сільських громад    | 2528           | 1846                     |
| Приватної власності | 42638          | 15174                    |
| Казенної власності  | —              | —                        |
| Іншої власності     | 237            | 80                       |
| Загалом             | 45403          | 17100                    |

Основні поселення волості:
- Кремпулька (Нова Кошарка) — 52 двори, 306 мешканців. В 3 верстах православна церква та залізнична станція (за 12 км).
- Малаєшти (з 1886 року Малаєшти Другі) — при річці Мокрий Ягорлик, 675 осіб, 216 дворів.
- Реймарівка — при урочищі Балка, 495 осіб, 103 двори.

Станом на 1896 рік перейменована на Малаєштську Другу волость.
У 1896 році Малаєштська Друга волость нараховувала 294 десятини2,  33 населених пункти, населення — 6029 осіб, дворів — 1056.
Станом на 1916 рік Малаєштська Друга волость займала 30722 десятини, нараховувала1490 домогосподарств, 7028 осіб (3149 чол. та 3879 жін.) та 46 населених пунктів.
На сьогодні це території Захарівської та Окнянської селищних територіальних громад.